# Siegfried Hausner
Siegfried Hausner (ur. 24 stycznia 1952, zm. 5 maja 1975) – niemiecki lewicowy terrorysta, członek SPK (niem. Sozialistisches Patientenkollektiv), a później RAF (Frakcja Czerwonej Armii).

## Członek RAF
Jako członek SPK Hausner zajmował się pracą z materiałami wybuchowymi. Miał dosyć dużą wiedzę o nich, i razem z Carmen Roll był w stanie wyprodukować znaczną ilość trotylu. W styczniu 1971, Hausner i Roll planowali zaatakować pociąg Waltera Scheela, ówczesnego prezydenta RFN na stacji w Heidelbergu, ale Roll przybyła za późno z materiałami wybuchowymi i plan został zaniechany. SPK został rozwiązany, a Hausner wszedł w szeregi RAF-u, mimo że przez dłuższy czas nie miał zaufania Gudrun Ensslin (według zeznań Gerharda Müllera, którym później zaprzeczyły zeznań Brigitte Mohnhaupt). Jednak zdobył jej zaufanie, gdy pomógł Ulrike Meinhof i Ilse Stachowiak w ataku na budynek wydawnictwa Springera w Hamburgu 19 maja 1972.
W 1975 Siegfried Hausner brał udział w okupacji ambasady RFN w Sztokholmie. Celem tego ataku terrorystycznego było zmuszenie władz zachodnioniemieckich do zwolnienie liderów "pierwszego pokolenia" RAF-u. Hausner nadzorował podłączanie materiałów wybuchowych. W dwanaście godzin od momentu rozpoczęcia okupacji ambasady nastąpiła przypadkowa eksplozja. Hausner został ranny i natychmiast został przetransportowany do RFN, ale zmarł dwie godziny później w więzieniu Stammheim. Szybki transport do Niemiec spowodował, że członkowie RAF byli przekonani, iż Hausner został zamordowany przez rząd niemiecki.

## Po śmierci
Po śmierci Hausner razem z innymi terrorystami, jak Holger Meins, został uznany za męczennika sprawy. W ostatnim nagraniu wideo porwanego Hannsa Martina Schleyera, zrobionym przed jego zamordowaniem przez RAF w październiku 1977, Schleyer trzyma tablicę z napisem Komando Siegfried Hausner. Grupa terrorystyczna zaangażowana w Operacji Leo planowała zmianę nazwy swojej grupy na Komando Siegfried Hausner w celu uhonorowania zabitego terrorysty.